# Абхазская интернет-библиотека
Абхазская интернет-библиотека (абх. Аԥсуа интернет-библиотека), или Апснытека (Аԥснытека), — негосударственная некоммерческая электронная библиотека, основанная в 2011 году и содержащая материалы, посвящённые Абхазии, а также тексты абхазских и абазинских авторов.
Основатель и администратор проекта, занимающий подбором и сканированием материалов, — Алексей Дбар, с 2014 года — сотрудник Абхазского института гуманитарных исследований. Технической поддержкой занимается филолог Галина Рыженкова.
По состоянию на 2019 года содержит 4 тысячи публикаций. Включает документы, научные статьи, фотографии, публикации в СМИ. Содержит материалы на русском и абхазском языках, большинство — на русском языке. Все материалы доступны для скачивания.
Имеется алфавитный каталог, публикации размещены по разделам «Художественная литература», «Политология», «Фольклор» и так далее.
По состоянию на 2019 год посещаемость — 500—700 человек в день, 70 % посетителей из России, 10 % — из Абхазии. Самая популярная публикация — рассказы Фазиля Искандера.